# Zayn al-Din Ali Kučuk ibn Begtegin
Zayn al-Din Ali Kučuk ibn Begtegin, fou un amir (oficial militar) turcman, lloctinent de Imad ad-Din Zengi, i fundador de la dinastia begtegínida.
Segurament després de les campanyes de Zengi a territori kurd li va confiar el govern dels territoris entre el Gran Zab i el país dels kurds Humaydites (a Takrit) i Hekkarites (a Shahrazur), amb seu a Irbil. El 1145 Zengi li va donar el govern de Mossul, després de la revolta a aquesta ciutat del príncep seljúcida Alp Arslan. Va servir lleialment a Zengi i als seus dos successors a Mossul, Sayf al-Din (1146-1149) i Kutb al-Din (1149-1170), i fins a la seva caiguda en desgràcia, al visir Djamal al-Din Isfahani. Kutb al-Din li va cedir Haran i Sindjar (Haran en compensació per la pèrdua d'Homs que un dels seus germans havia hagut de cedir a Nur al-Din, oncle de Kutb al-Din i príncep d'Alep).
Abans de morir el 1168 va retornar tots els seus feus a Kutb al-Din a canvi de ser confirmat com a governador hereditari d'Irbil. El va succeir el seu fill Zayn al-Din Yusuf ibn Ali.